# سیارک ۵۸۶۶۴
سیارک ۵۸۶۶۴ (به انگلیسی: 58664 IYAMMIX، نامگذاری:1997YA1) پنجاه و هشت هزار و ششصد و شصت و چهارمین سیارک کشف شده‌است که در ۲۱ دسامبر ۱۹۹۷ کشف شد.